# Sean De Bie
Sean De Bie (Bonheiden, 3 oktober 1991) is een Belgisch voormalig wegwielrenner en veldrijder. 

## Carrière
Tijdens zijn jeugd behaalde De Bie verschillende successen in het veldrijden. Zo werd hij in 2006 en 2007 Belgisch kampioen bij de nieuwelingen. In 2008 werd hij tweede bij de junioren. Later dat jaar pakte hij ook het brons op het EK in deze leeftijdscategorie. Ook op de weg presteerde De Bie goed tijdens zijn jeugd. Zo won hij onder andere etappes in de Ronde van Luik (2010) en de Triptyque des Monts et Châteaux (2012). Ook werd hij in 2012 tweede in de Ronde van Vlaanderen U23, achter Kenneth Vanbilsen. Een jaar later wist hij in het Tsjechische Olomouc het Europees kampioenschap voor beloften te winnen.
In 2013 ging hij aan de slag bij Leopard-Trek CT, hieraan voorafgaand was hij actief bij Ovyta-Eijssen. In 2014 maakte hij de overstap naar Lotto Soudal, alwaar hij actief bleef tot 2017. Vervolgens was hij actief bij achtereenvolgens Veranda's Willems-Crelan, Roompot-Charles en Bingoal-Wallonie Bruxelles. In de zomer van 2021 kondigde De Bie aan dat hij er eind 2021 mee zou stoppen als wielrenner. Dat seizoen kwam hij nog dicht bij een zege: in een millimeterspurt werd hij tweede in de Tour du Finistère, na Benoît Cosnefroy.
Als prof won hij onder meer de Primus Classic (2015) en de Driedaagse van West-Vlaanderen (2016). Eveneens in 2015 was hij te zien in de driedelige documentairereeks Jonge benen van productiehuis De chinezen. In mei 2019 was hij slachtoffer van een frontale aanrijding door een auto tijdens een training in Noord-Italië. De Bie werd daarbij per helicopter afgevoerd naar een ziekenhuis in Brescia. Bij het ongeval liep hij onder meer een longblessure en meerdere gebroken ribben op, alsook barsten in zijn ruggenwervel en borstbeen. Later dat jaar was hij nogmaals betrokken bij een aanrijding.

## Privéleven
Hij is de zoon van oud-wielrenner Eddy De Bie, een neef van oud-wielrenner Danny De Bie en oud-veldrijder Rudy De Bie.

## Erelijst

### Overwinningen
2013 - 1 zege
1e etappe Ronde van Tsjechië (TTT)
2015 - 2 zeges
4e etappe Ronde van Luxemburg
Grote Prijs Impanis-Van Petegem
2016 - 1 zege
 Eindklassement Driedaagse van West-Vlaanderen
2018 - 1 zege
4e etappe Etoile de Bessèges

### Resultaten in voornaamste wedstrijden
| Jaar | Ronde van Italië | Ronde van Frankrijk | Ronde van Spanje |
| ---- | ---------------- | ------------------- | ---------------- |
| 2015 |                  |                     |                  |
| 2016 | 107e             |                     |                  |
| 2017 | opgave           |                     |                  |
| 2018 |                  |                     |                  |
| 2019 |                  |                     |                  |
| 2020 |                  |                     |                  |

| Jaar | Gent-Wevelgem | Ronde van Vlaanderen | Parijs-Roubaix | Amstel Gold Race | Luik-Bast.‑Luik | Waalse Pijl | Eschborn-Frankfurt |  | Wereldranglijsten |
| ---- | ------------- | -------------------- | -------------- | ---------------- | --------------- | ----------- | ------------------ |  | ----------------- |
| 2015 |               | opgave               | opgave         |                  |                 |             |                    |  |                   |
| 2016 |               |                      |                |                  |                 |             |                    |  | 234e (UWT)        |
| 2017 |               |                      |                | 69e              | opgave          | opgave      |                    |  | 375e (UWT)        |
| 2018 |               | 87e                  |                |                  |                 |             | 5e                 |  |                   |
| 2019 |               |                      |                |                  |                 |             |                    |  |                   |
| 2020 | opgave        |                      |                |                  |                 |             |                    |  |                   |

## Ploegen
- 2013 –  Leopard-Trek Continental Team
- 2014 –  Lotto-Belisol
- 2015 –  Lotto Soudal
- 2016 –  Lotto Soudal
- 2017 –  Lotto Soudal
- 2018 –  Veranda's Willems-Crelan
- 2019 –  Roompot-Charles
- 2020 –  Bingoal-Wallonie Bruxelles
- 2021 –  Bingoal Pauwels Sauces WB

Armée · Bak · Boeckmans · Breen · Broeckx · De Bie · Debusschere · De Clercq · Dehaes · Dockx · Gallopin · Greipel · Hansen · Henderson · Kaisen · Ligthart · Monfort · Roelandts · Sieberg · Vallée · Van den Broeck · Van der Sande · D. Vanendert · J. Vanendert · Van Genechten · Vervaeke · Wellens · Willems · Benoot (stagiair) · Meurisse (stagiair) · Naesen (stagiair)
Armée · Bak · Benoot · Boeckmans · Breen · Broeckx · De Buyst · De Bie · Debusschere · De Clercq · De Gendt · Dehaes · Dockx · Gallopin · Greipel · Hansen · Henderson · Ligthart · Monfort · Roelandts · Sieberg · Vallée · Van den Broeck · Van der Sande · D.Vanendert · J.Vanendert · Vervaeke · Wellens · Frison (stagiair) · Van Gestel (stagiair) · Van Rooy (stagiair)
Armée · Bak · Benoot · Boeckmans · Broeckx · De Buyst · De Bie · De Clercq · De Gendt · Debusschere · Dockx · Frison · Gallopin · Greipel · Hansen · Henderson · Ligthart · Marczyński · Monfort · Roelandts · Sieberg · Valls · Van der Sande · Vanendert · Vervaeke · Wallays · Wellens · Deltombe (stagiair) · Goolaerts (stagiair) · Shaw (stagiair)
Armée · Bak · Benoot · Boeckmans · De Bie · De Buyst · De Clercq · De Gendt · Debusschere · Frison · Gallopin · Greipel · Hansen · Hofland · Maes · Marczyński · Mertz · Monfort · Roelandts · Shaw · Sieberg · Valls · Van der Sande · Vanendert · Vervaeke · Wallays · Wellens · Wouters · Leysen (stagiair) · Planckaert (stagiair) · Van Gompel (stagiair)
De Bie · De Bondt · De Witte · Devolder · Duijn · Godrie · Goolaerts · Kruopis · Leysen · Livyns · Merlier · Steels · Tanner · van Aert · Van Breussegem · Waeytens
Asselman · Boom · De Bie · De Witte · Duijn · M. Lammertink · Leysen · Livyns · Reinders · Riesebeek · Steels · Timmermans · Van Ginneken · Van der Lijke · Van Poppel · van Schip · Van Staeyen · Weening
Castrique · De Bie · Huys · Ista · Lietaer · Livyns · Molly · Mortier · Nõmmela · Paasschens · Peyskens · Planckaert · Robeet · Six · Suter · Taminiaux · Vallée · Vanendert · L. Wirtgen · T. Wirtgen
Aniołkowski · Castrique · De Bie · Dupont · Huys · Livyns · Menten · Mertz · Molly ·Paasschens · Paquot · Peyskens · Rex · Robeet · Suter · Vallée · Vanendert · Venner · L. Wirtgen · T. Wirtgen · De Maeght (stagiair) · Desal (stagiair)